# Alfred Wegener
Alfred Lothar Wegener (Berlín, 1 de noviembre de 1880-Groenlandia, noviembre de 1930) fue un meteorólogo y geofísico alemán y uno de los padres de la geología moderna al proponer la teoría de la deriva continental. En 1905 se doctoró en Astronomía por la Universidad de Berlín, pero centró su campo de estudio en la geofísica, la meteorología y la geología. En 1906 los hermanos Wegener batieron el récord de estar el mayor tiempo suspendidos en un globo, al estar cincuenta y dos horas y media. Además, en ese año (de 1906 a 1908) hizo su primera expedición a Groenlandia, con el objetivo de estudiar la circulación del aire en las zonas polares. Realizó nuevas expediciones entre 1912 y 1913, pero abandonó su actividad científica cuando fue reclutado por el ejército alemán en 1914 para combatir en la Primera Guerra Mundial. Su contribución bélica duró poco tiempo, debido a que fue herido en combate.
En 1924 aceptó la cátedra de Meteorología y Geofísica de la Universidad de Graz, Austria, cargo que tenía hasta el año de su muerte, 1930.

## Biografía
Alfred Wegener era el menor de los cinco hijos de la familia de un pastor luterano. Su padre, Richard Wegener, era teólogo y profesor de lenguas clásicas en la escuela berlinesa Gymnasium zum Grauen Kloster (en español, convento gris).
La casa donde residió de pequeño se ha convertido en un centro de información turística y un monumento a Alfred Wegener. Wegener asistió al instituto de segunda enseñanza en el barrio Neukölln de Berlín, donde se graduó como el mejor de su clase. Luego estudió desde 1900 hasta 1904 Física, Meteorología y Astronomía en Berlín, Heidelberg e Innsbruck. Entre 1902 y 1904 fue asistente en el Observatorio Urania (que era público) en Berlín. Su tesis doctoral de Astronomía la escribió en la Universidad de Berlín en 1905, pero luego se dedicó más a la meteorología y la física.
En 1905, Wegener trabajó como asistente en el Observatorio de Aeronáutica en Lindenberg Beeskow. Allí coincidió dos años con su hermano mayor, Kurt, quien también era científico y con quien compartía el interés por la meteorología y la investigación polar.

### Primer viaje a Groenlandia y años en Marburgo
Wegener participó en la Expedición Dinamarca en 1906-1908 dirigida por el danés Ludvig Mylius-Erichsen, que tenía como objetivo explorar la última parte desconocida de la costa noreste de Groenlandia. Wegener construyó la primera estación meteorológica en Groenlandia, Danmarkshavn.
Después de su regreso en 1908 y hasta el estallido de la Primera Guerra Mundial, Wegener fue profesor de Meteorología, Astronomía y Física Cósmica Práctica en Marburgo. Entre 1909/10, trabajó en su libro Termodinámica de la atmósfera. Estos años son algunos de los períodos más creativos de Wegener. El 6 de noviembre de 1912, empezó a exponer públicamente sus primeros pensamientos sobre la deriva continental. Durante este tiempo conoció a Else Köppen, que en 1913 se convirtió en su esposa. Antes de la boda tomó parte en una segunda expedición a Groenlandia. Después de una escala en Islandia, la expedición se dirigió otra vez a Danmarkshavn.
Tras su regreso, se casó con Else Köppen, que era la hija del exprofesor de Wegener y mentor, el meteorólogo ruso Wladimir Köppen. La joven pareja se trasladó a Marburgo, donde Wegener retomó su cátedra.

### Primera Guerra Mundial
Wegener luchó en la Primera Guerra Mundial como un oficial de la reserva de infantería, donde fue calificado como no apto para luchar en el frente y se le asignó al servicio de meteorología del ejército. El trabajo requería viajar constantemente entre las diferentes estaciones meteorológicas en Alemania, los Balcanes, en el frente occidental y los Estados bálticos.
Wegener desarrolló en 1915 la primera versión de la obra maestra El origen de los continentes y océanos. Al final de la guerra, Wegener publicó alrededor de veinte trabajos meteorológicos y geofísicos. En 1917, estudió científicamente el meteorito de Treysa.

### Período de la posguerra y el último viaje de Groenlandia
Entre 1919 y 1923, Wegener trabajó en su libro Los climas en el pasado geológico, en el que trataba de sistematizar la nueva ciencia de la paleoclimatología en relación con su teoría de la deriva continental, que publicará junto con su suegro, Wladimir Köppen.
En 1922 aparece la tercera edición, completamente revisada, de su obra sobre el origen de los continentes y los océanos. Durante este tiempo, aumentó también la difusión de su teoría de la deriva continental, en un principio solo en lengua alemana y a continuación, a nivel internacional.
En 1929 Wegener realizó su tercer viaje a Groenlandia, donde murió el 2 o 3 de noviembre de 1930, a la edad de cincuenta años, durante una expedición, tratando de obtener comida para el grupo con el que estaba acampado en mitad del hielo.

## Algunas publicaciones

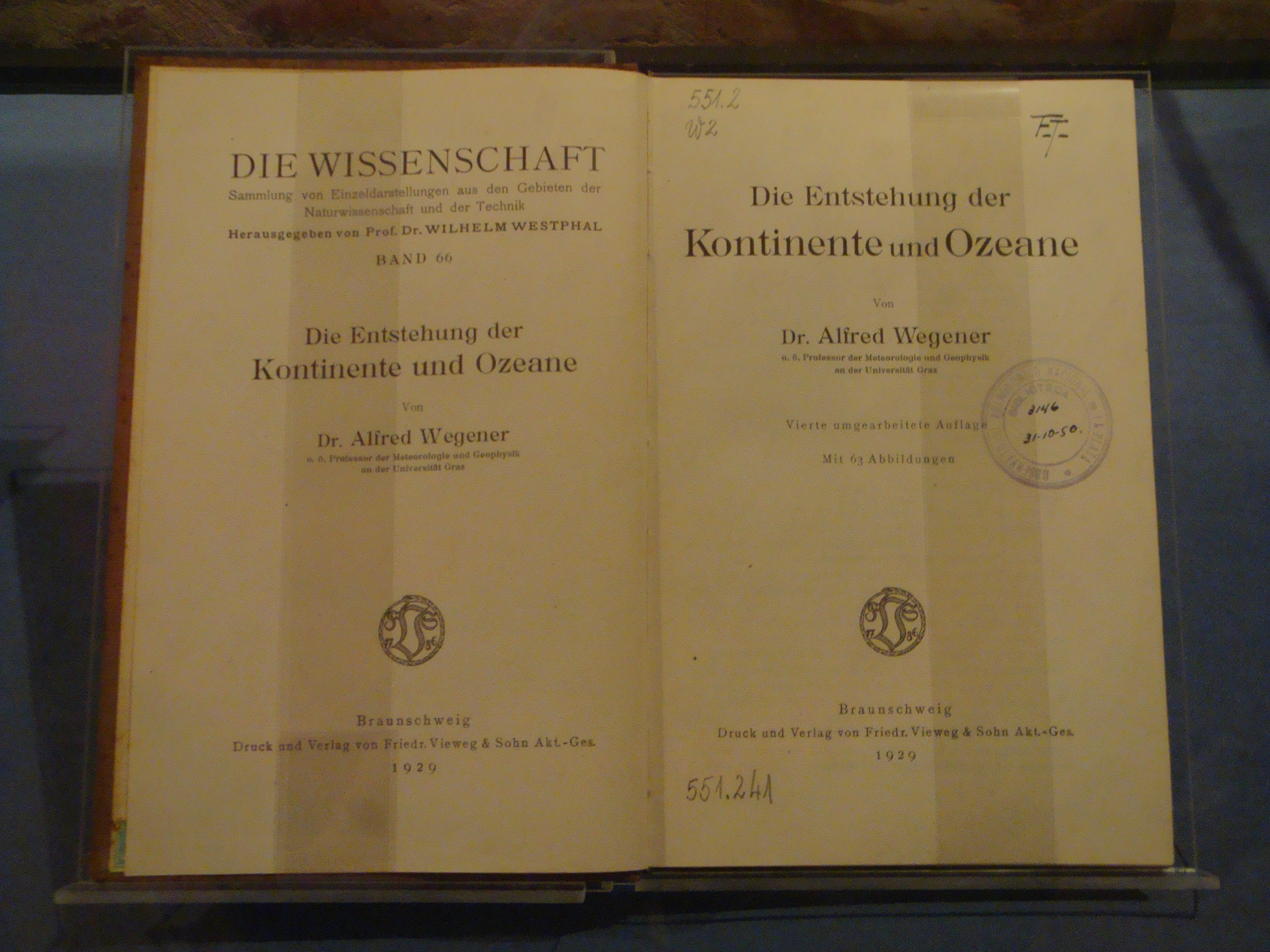
Ejemplar de El origen de los continentes y océanos, de 1929.

- Wegener, Alfred (1911). Thermodynamik der Atmosphäre [Termodinámica de la atmósfera] (en alemán). Leipzig: Verlag von Johann Ambrosius Barth.

- Wegener, Alfred (1912). «Die Herausbildung der Großformen der Erdrinde (Kontinente und Ozeane) auf geophysikalischer Grundlage». Petermanns Geographische Mitteilungen (en alemán) 63: 185-195, 253-256, 305-309. Presentado en el Encuentro anual de la Deutsche Geologische Gesellschaft, Frankfurt am Main (6 de enero de 1912). Traducción española de Cándido Manuel García Cruz en: https://candidomgc.wixsite.com/blog-personal [traducción Nº 5] y Enseñanza de las Ciencias de la Tierra, 20(1), 27-63 (2012).

- Wegener, Alfred (julio  de 1912). «Die Entstehung der Kontinente». Geologische Rundschau (en alemán) 3 (4): 276-292. doi:10.1007/BF02202896.

- Wegener, Alfred. Das detonierende Meteor vom 3. April 1916, 3 1/2 Uhr nachmittags in Kurhessen, 1917 & 1918

- Wegener, Alfred. Der Farbenwechsel grosser Meteore, 1918

- Wegener, Alfred. Durch die weiße Wüste, 1919

- Wegener, Alfred. Versuche zur Aufsturztheorie der Mondkrater, 1920

- Wegener, Alfred. Die Entstehung der Mondkrater, 1921. Traducción castellana de Cándido Manuel García Cruz en: https://candidomgc.wixsite.com/blog-personal, [traducción N.º 7] y [artículo N.º 47].

- Wegener, Alfred (1922). Die Entstehung der Kontinente und Ozeane [El origen de continentes y océanos] (en alemán). ISBN 3443010563. LCCN unk83068007.

- Wegener, Alfred. Pilotballonaufstiege auf einer Fahrt nach Mexiko. März bis Juni 1922

- Wegener, Alfred. Die Klimate der geologischen Vorzeit, 1924, con Wladimir Köppen

- Wegener, Alfred. Theorie der Haupthalos, 1926

- Wegener, Alfred (1929). Die Entstehung der Kontinente und Ozeane [El origen de continentes y océanos] (en alemán) (4 edición). Braunschweig: Friedrich Vieweg & Sohn Akt. Ges. ISBN 3443010563.

- Wegener, Alfred. Vertraulicher Bericht über die Grönland-Expedition, 1929

- Wegener, Alfred. Vorlesungen über Physik der Atmosphäre, 1935

- Wegener, Alfred. Mit Motorboot und Schlitten in Grönland, 1935

- Wegener, Elsie; Loewe, Fritz, eds. (1939). Greenland Journey, The Story of Wegener’s German Expedition to Greenland in 1930-31 as told by Members of the Expedition and the Leader’s Diary. Londres: Blackie & Son Ltd.tradujo de la 7ª ed. alemana Winifred M. Deans

- El origen de los Continentes (Texto en línea en español)

## Premios y reconocimientos

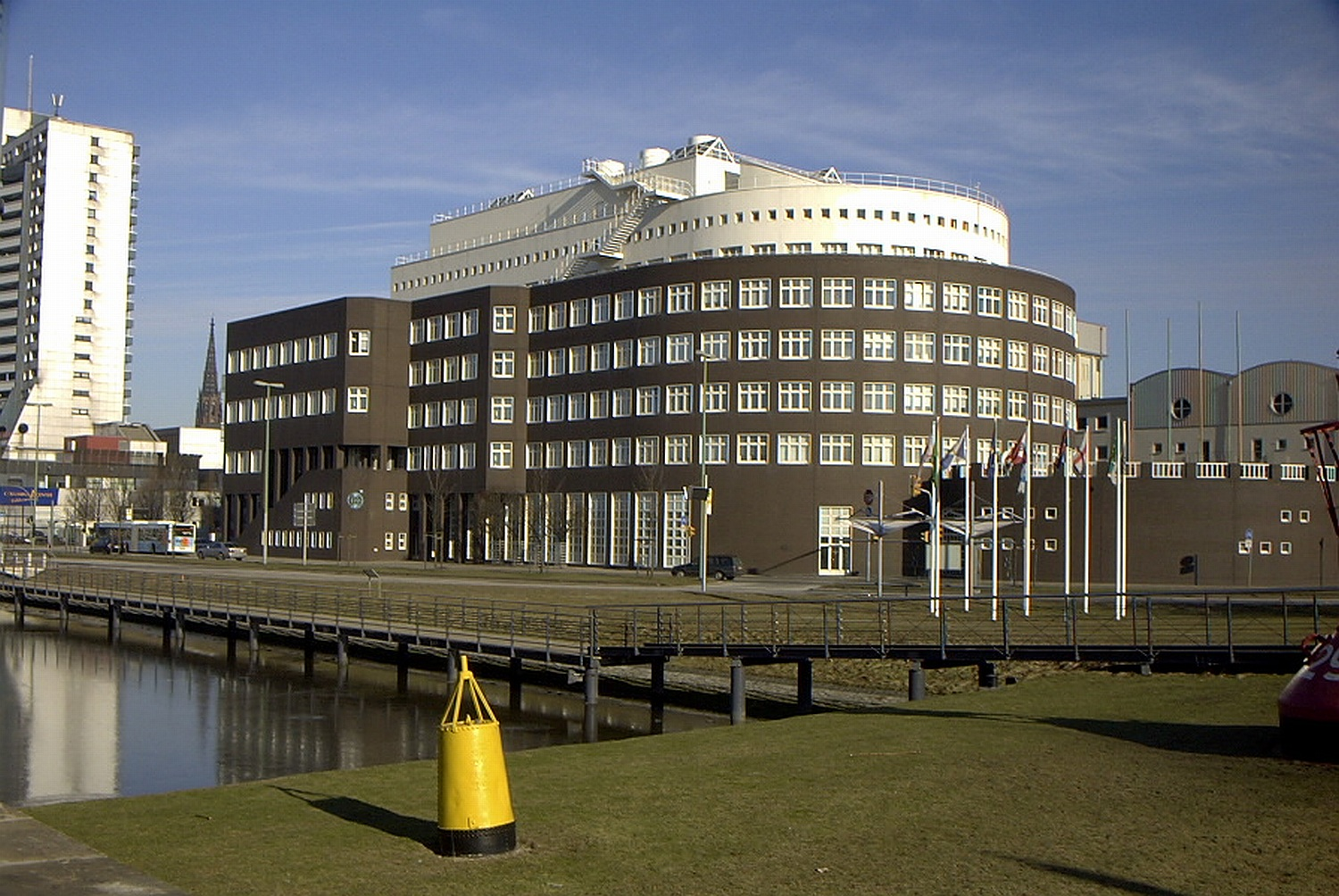
El Instituto Alfred Wegener

- El Instituto Alfred Wegener de Investigación Polar y Marina en Bremerhaven, Alemania, creado en 1980, rinde homenaje a su nombre.
- Llevan su nombre el cráter marciano Wegener;[5] el cráter lunar Wegener;[6] y el asteroide (29227) Wegener.[7]
- La península donde falleció en Groenlandia, Península Wegener, cerca de Ummannaq, 71°12′00″N 51°50′00″O también lleva su nombre.